# Свистун ренельський
Свистун ренельський (Pachycephala feminina) — вид горобцеподібних птахів родини свистунових (Pachycephalidae). Ендемік Соломонових Островів.

## Таксономія і систематика
Ренельський свистун належить до видового комплексу золотистого свистуна.

## Поширення і екологія
Ренельські свистуни є ендеміками острова Реннелл, найпівденнішого в архіпелазі Соломонових островів. Живуть в тропічних рівнинних лісах, доволі поширені у вторнинних лісах.

## Збереження
МСОП вважає стан збереження цього виду близьким до загрозливого. Популяція ренельських свистунів нараховує від 6000 до 150000 птахів. Їм загрожує знищення природного середовища.